# Joseph-Henri Léveillé
Joseph-Henri Léveillé (28 maio de 1796 - 3 de fevereiro de 1870) foi um médico e micólogo francês, nativo de Crux-la-Ville, no departamento de Nièvre.
Léveillé estudou medicina e micologia na Universidade de Paris, tendo em 1824 recebido seu doutoramento médico.
no seu artigo de 1837, Sur le hymenium des champignons, ele forneceu uma descrição inicial, abrangente do basídio e do cistídio de fungos basidiomicetes e foi capaz de estabelecer o papel que o basídio desempenhava na produção de esporos. Além disso, ele fez descobertas importantes em relação à verdadeira natureza de cada um dos membros do chamado género Sclerotium.

## Obras seleccionadas
- (1827) Mémoire sur l'ergot in Mém. Soc. Linn. Paris 5
- (1837) Sur le hymenium des champignons in Annales des Sciences Naturelles. Botanique 321 - 338
- (1840) Notice sur le Genre Agari in Dictionnaire Universel d'Histoire Naturelle
- (1842) Observations médicinales et énumerations des plantes recueilliés en Tauride. In A. Demidoff [ed.], Voyage dans la Russie Méridionale et la Crimée, par la Hongrie, la Valachie et la Moldavie 2 : 35-245. Paris; E. Bordin.
- (1843) Mémoire sur le genre Sclerotium in Annales des Sciences Naturelles. Botanique : 218 – 248.
- (1845) Champignons exotiques. Annales des Sciences Naturelles Botanique, Série 3 2: 167-221.
- (1845) Champignons exotiques. Annales des Sciences Naturelles Botanique, Série 3 3: 38-71.
- (1846) Considérations mycologiques, suivies d'une nouvelle classification des champignons
- (1846) Descriptions des champignons de l’Herbier du Muséum de Paris. Annales des Sciences Naturelles Botanique, Série 3 5: 111-167.
- (1846) Description des champignons de l’herbier du Muséum de Paris. Annales des Sciences Naturelles Botanique, Série 3 5: 249-304.
- (1846) Descriptions des champignons de l’herbier du Muséum de Paris (Suite). Annales des Sciences Naturelles Botanique, Série 3 5: 249-305.
- (1847) Sur la disposition méthodique des Urédinéees Annales de Sciences Naturelles Botanique, Série 3 8: 369-376.
- (1847) Sur quelques nouveaux genres dans la famille des Urédinées Société Philomatique. S. 88-89
- (1848) Fragments mycologique Annales de Sciences Naturelles Botanique, Série 3 9: 119-144, 245-262.
- (1850) Sur une maladie qui attaque actuellement les vignes des environs de Paris. Société Philomatique S. 61-64.
- (1851) Organisation et disposition méthodique des espèces qui composent le genre Erysiphé. Annales des Sciences Naturelles Botanique, Série 3 15: 109-179.
- (1851) Note sur une nouvelle distribution des Erysiphés. Société Philomatique S. 31-35.
- (1855) Iconographie des champignons de Paulet
- (1856) Description d'un nouveau genre de champignons (Entomosporium). Société Philomatique. S. 30-32

## Lista de géneros descritos ou co-descritos por Léveillé
- Hymenochaete*
- Asterina
- Lembosia
- Lachnocladium
- Microsphaera
- Phyllactinia
- Sphaerotheca
- Uncinula